# Степна усойница
Степната усойница (Vipera ursinii), наричана също урсиниева или остромуцунеста усойница, е вид змия от семейство Отровници (Viperidae).

## Разпространение и местообитание
Видът се среща в степите на Евразия и в отделни изолирани находища в Централна и Южна Европа.
Основният ареал на степната усойница са степите от Молдова, Южна Украйна и Южна Русия до Северен Казахстан и Северозападен Китай. В Европа се среща в островни находища в Югоизточна Франция, Централна Италия, Австрия, Унгария, Румъния, западната част на Балканския полуостров. В България са намирани общо четири екземпляра - два в платото при Шумен, при село Вердикал, днес част от Банкя, (1927) и при манастира Свети Крал над Княжево (1934). Видът се смята за изчезнал от територията на страната.

## Подвидове
- V. u. eriwanensis
- V. u. graeca
- V. u. moldavica
- V. u. rakosiensis
- V. u. renardi
- V. u. ursinii

## Описание
Обикновено степната усойница достига до 55 cm дължина, но са известни и екземпляри с дължина 80 cm. Отличава се от обикновената усойница (Vipera berus) по тясната и вълнообразна гръбна ивица, трапецовидното сечение и по-малката и ниско разположена ноздра.

## Хранене
Степната усойница се храни главно с гущери, дребни гризачи, едри насекоми, по-рядко с жаби и малки на птици.

## Размножаване
Ражда по 3 до 16 малки.

## Отрова
Въпреки че змията е отровна, няма известни смъртни случаи на хора, в резултат на ухапвания.